# 57th Wing

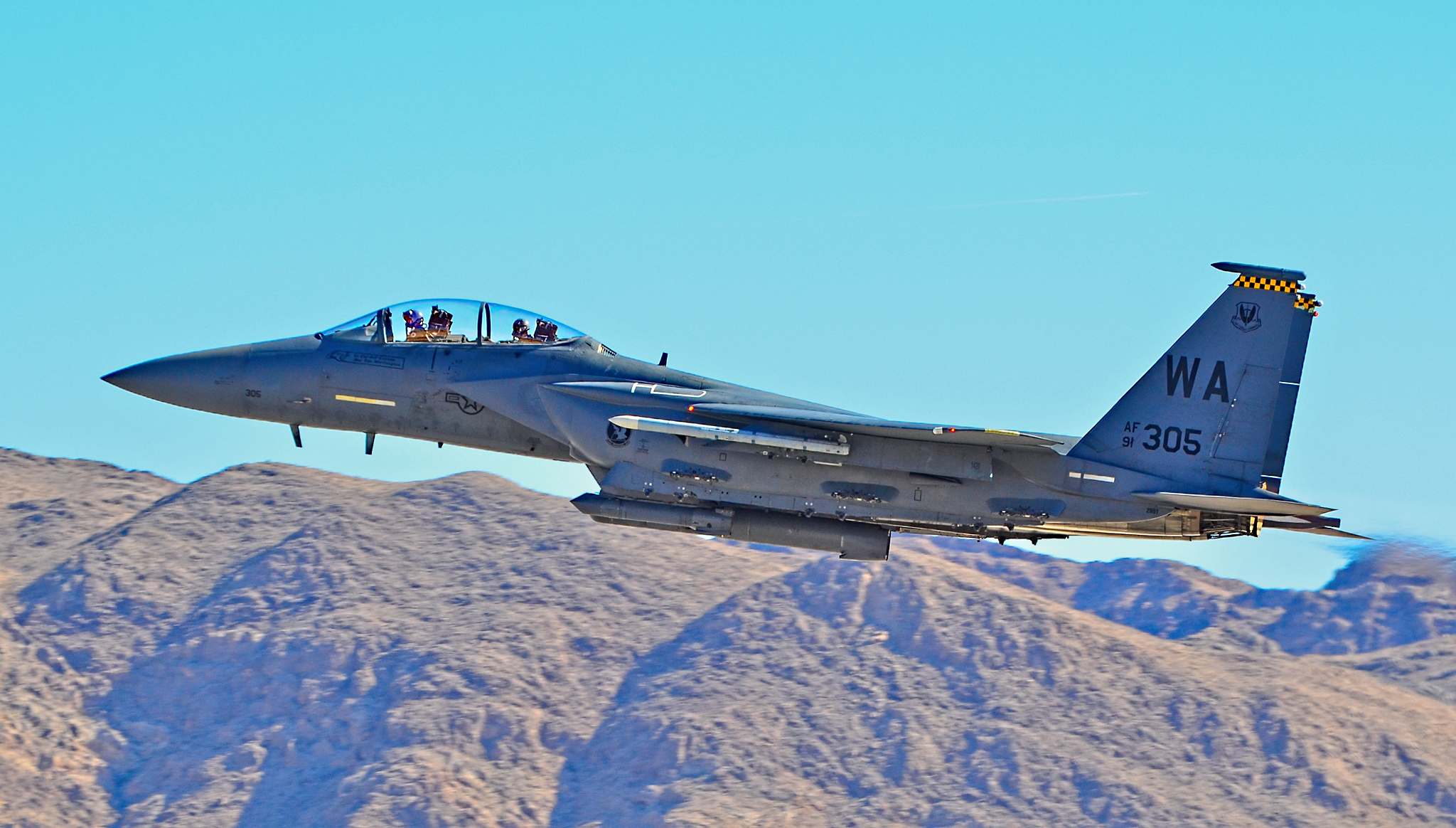
F-15E del 17th WPS

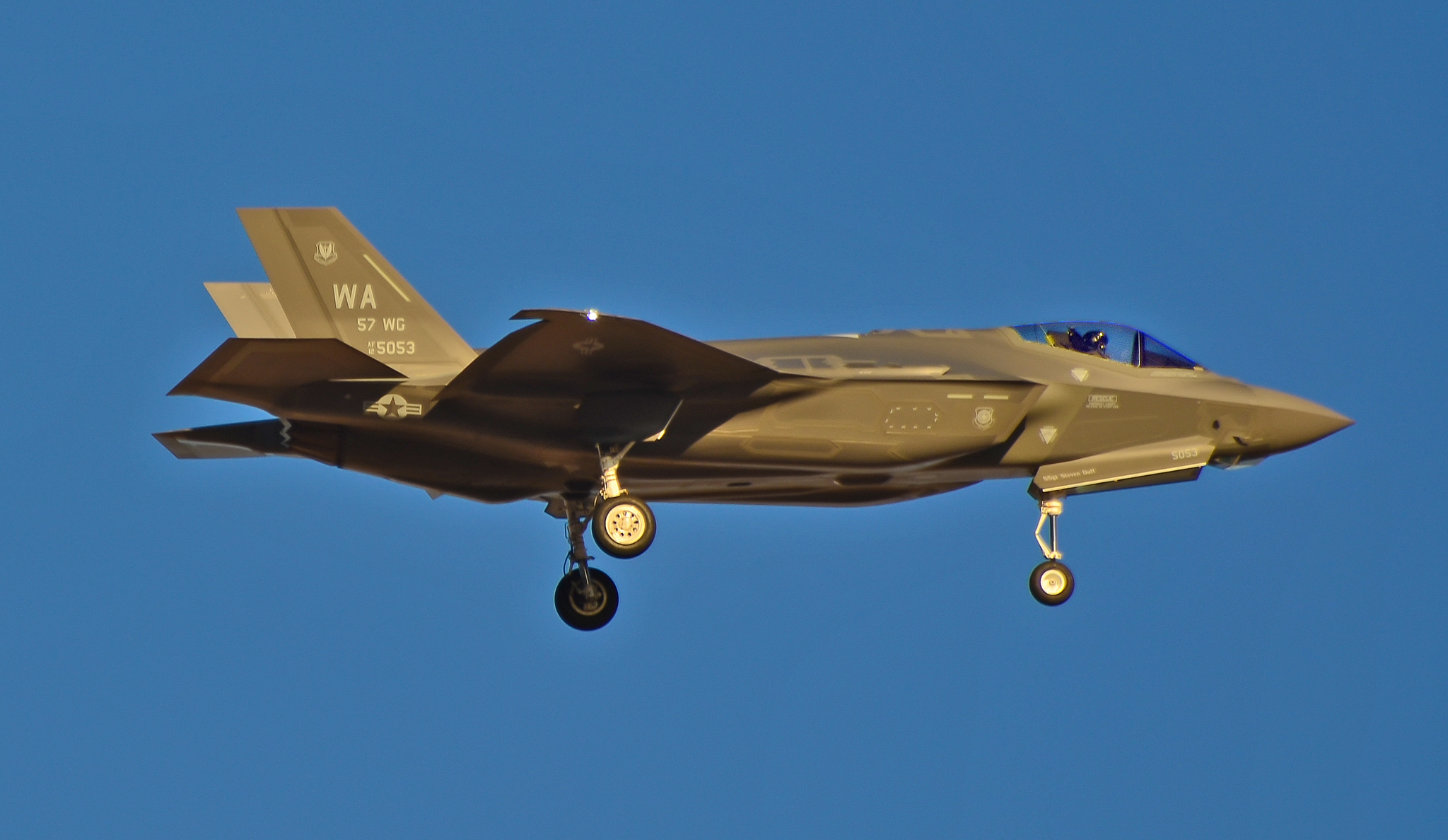
F-35A del 6th WPS

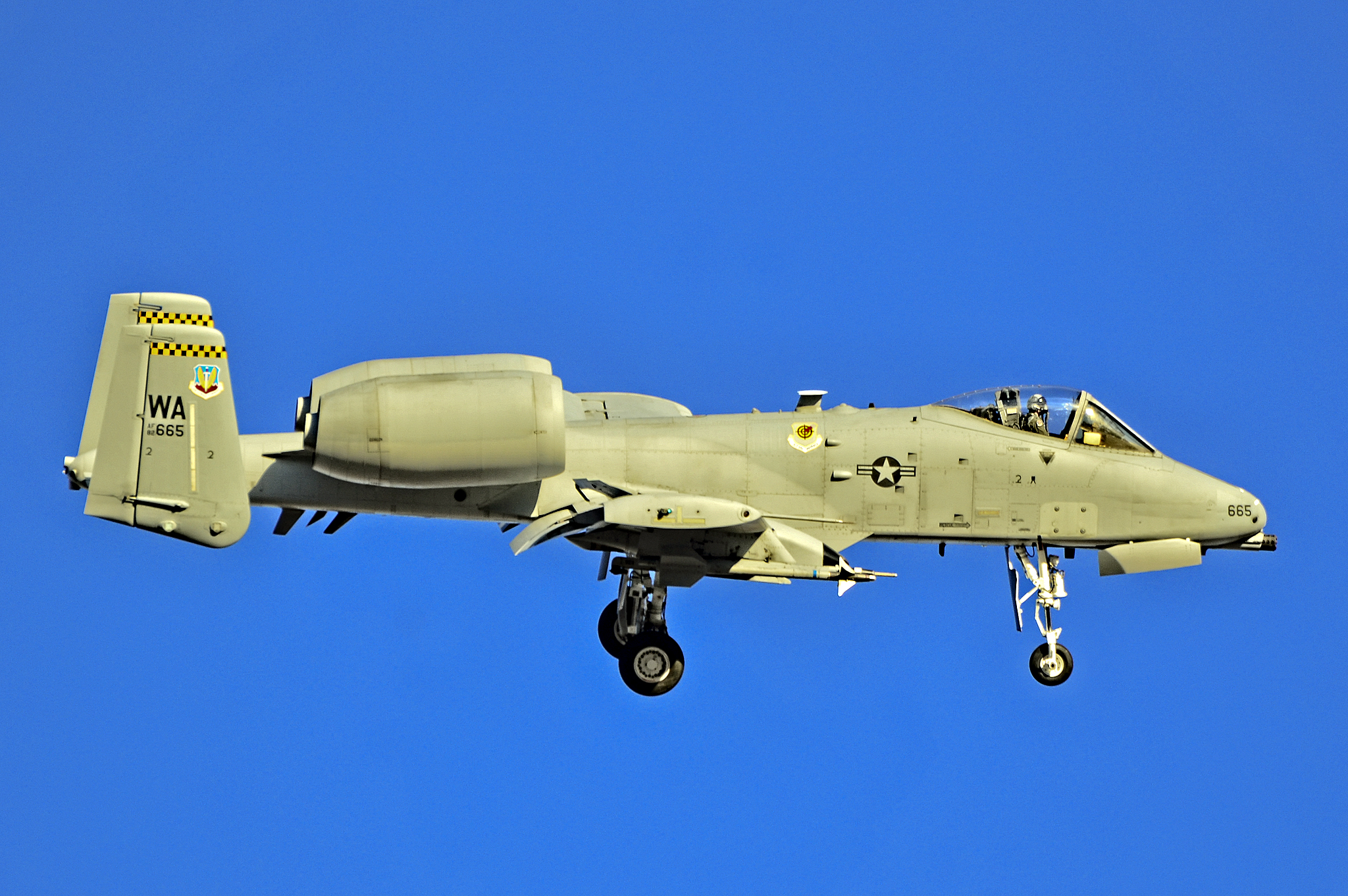
A-10C del 66th WPS

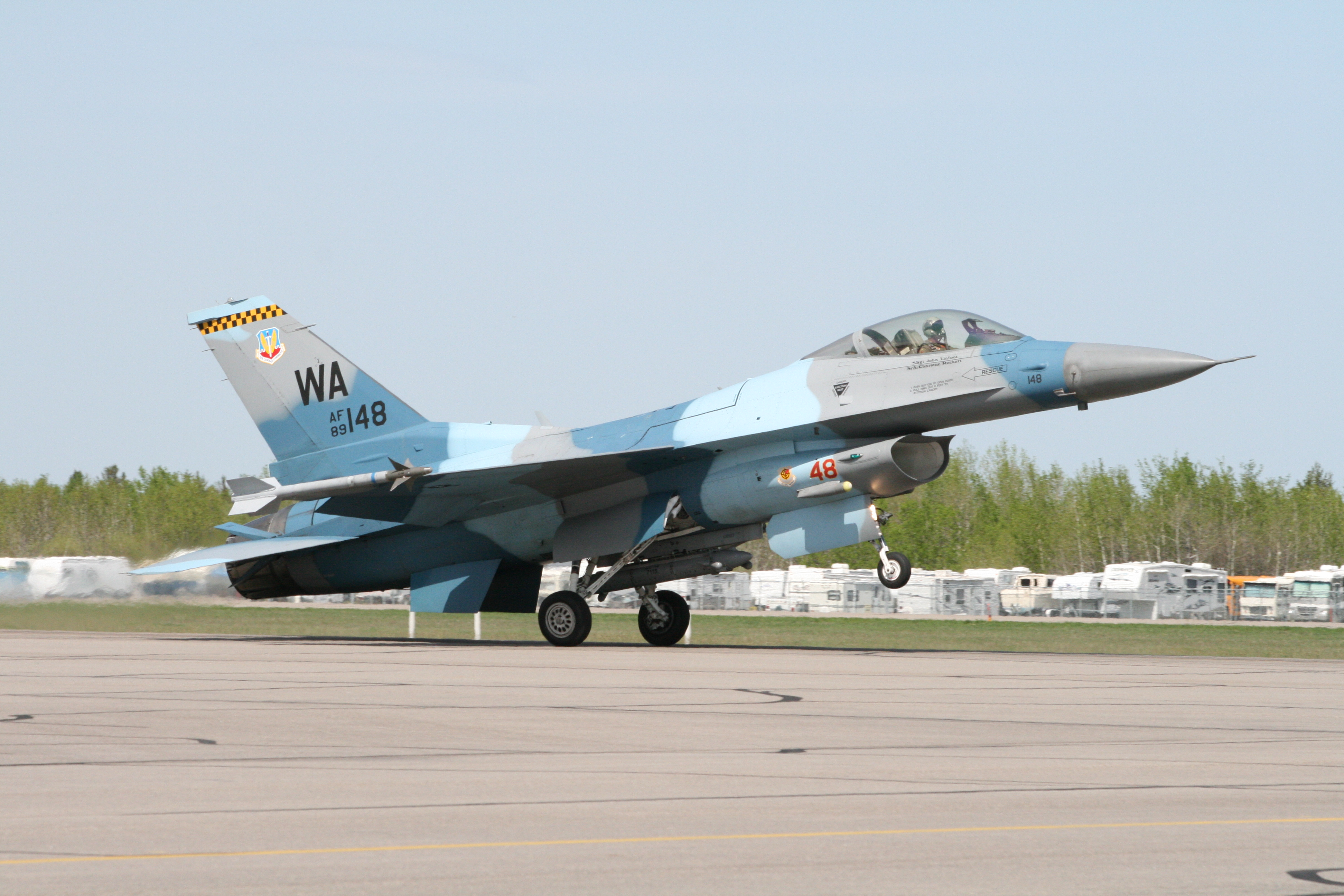
F-16 del 64th Aggressor Squadron

Il 57th Wing è uno stormo da addestramento avanzato dell'Air Combat Command, inquadrato nell'U.S.A.F. Warfare Center. Il suo quartier generale è situato presso la Nellis Air Force Base, in Nevada.

## Missione
Lo stormo è l'unità dell'U.S.A.F. più diversificata e provvede all'addestramento avanzato del personale nelle tattiche e tecniche di combattimento e nel loro insegnamento. La U.S.A.F Weapons School forma istruttori che forniscono il più avanzato addestramento negli armamenti e nelle loro impiego agli ufficiali delle forze aeree. Ogni sei mesi la scuola produce circa 80 istruttori esperti sugli armamenti, i sistemi d'arma e sull'integrazione tra cielo, spazio e cyberspazio.
Il 57th Operations Group conduce esercitazioni che coinvolgono forze aeree di diverse nazioni alleate come la Red Flag, presso il Nevada Test and Training Range. Il ruolo di avversari viene fornito dai reparti del 57th Adversary Tactics Group. Allo stormo è aggregata anche la pattuglia acrobatica dei Thunderbirds.

## Organizzazione
Attualmente, al maggio 2017, esso controlla:
- 57th Operations Group
  - 57th Operations Support Squadron
  - 414th Combat Training Squadron, conduce le Red Flag
  - 549th Combat Training Squadron, conduce le Green Flag-West congiuntamente al 12th CTS
  - 6th Combat Training Squadron
  - 12th Combat Training Squadron, conduce le Green Flag-West congiuntamente al 549th CTS
  - 548th Combat Training Squadron, conduce le Green Flag-East congiuntamente al suo distaccamento presso la Barksdale Air Force Base, Louisiana
- 57th Adversary Tactics Group
  -  57th Adversary Tactics Support Squadron
  -  57th Information Aggressor Squadron
  -  64th Aggressor Squadron - Equipaggiato con F-16C
  -  65th Aggressor Squadron - Equipaggiato con 2 F-35A
  - 507th Air Defense Aggressor Squadron
  - 527th Space Aggressor Squadron
- USAF Weapons School
  -  6th Weapons Squadron - Equipaggiato con 16 F-35A
  -  8th Weapons Squadron - Guerra Elettronica, Ricognizione Strategica, Comando e Controllo
  -  16th Weapons Squadron - Equipaggiato con F-16 e 1 F-35A
  -  17th Weapons Squadron - Equipaggiato con 7 F-15E
  -  19th Weapons Squadron - Spionaggio, Sorveglianza e Ricognizione
  -  26th Weapons Squadron - Equipaggiato con MQ-9
  -  34th Weapons Squadron - Equipaggiato con HH-60G. Utilizza inoltre HC-130J del 79th Rescue Squadron, 23rd Wing, situato presso la Davis-Monthan Air Force Base, Arizona
  - 57th Weapons Support Squadron - Supporto operativo
  -  66th Weapons Squadron - Equipaggiato con 6 A-10C
  -  315th Weapons Squadron - Addestramento ICBM
  -  328th Weapons Squadron - Addestramento Cyberspazio
  -  433rd Weapons Squadron - Equipaggiato con F-15C e 5 F-22A
  -  14th Weapons Squadron - Distaccato presso Hurlburt Field, Florida, utilizza AC-130, MC-130 e UC-28 del 1st Special Operations Wing
  -  29th Weapons Squadron - Distaccato presso la Little Rock Air Force Base, Arkansas, utilizza C-130J del 19th Airlift Wing
  -  57th Weapons Squadron - Distaccato presso la Joint Base Lewis-McChord, Washington, utilizza C-17A del 62nd Airlift Wing
  -  77th Weapons Squadron - Distaccato presso la Dyess Air Force Base, Texas, utilizza B-1B del 7th Bomb Wing
  -  325th Weapons Squadron - Distaccato presso la Whiteman Air Force Base, Missouri, utilizza un B-2A del 509th Bomb Wing
  -  340th Weapons Squadron - Distaccato presso la Barksdale Air Force Base, Louisiana, utilizza B-52H del 2nd Bomb Wing
  -  509th Weapons Squadron - Distaccato presso la Fairchild Air Force Base, Washington, utilizza KC-135R del 92nd Air Refueling Wing
- USAF Air Demonstration Squadron - The Thunderbirds - Equipaggiato con 8 F-16C
- 57th Maintenance Group
  - 57th Aircraft Maintenance Squadron
  - 57th Maintenance Squadron
  - 757th Aircraft Maintenance Squadron
- United States Air Force Advanced Maintenance and Munitions Officer School
- 561st Joint Tactics Squadron